# Naturalisme (linguistique)
Pour les articles homonymes, voir Naturalisme.
 (janvier 2011).
En linguistique, le naturalisme d'une langue construite est la tendance à reproduire les irrégularités des langues naturelles. Il s'oppose au schématisme.
Les langues naturelles considérées étant très souvent de manière restrictive les langues indo-européennes occidentales (notamment romanes), on dira souvent qu'une langue est naturaliste si elle tend par sa phonologie, sa grammaire ou son vocabulaire à ressembler à ces langues.

## Définition de "naturalisme d'une langue artificielle"
Le naturalisme est la tendance pour des langues artificielles à reproduire les irrégularités des langues naturelles. Cette tendance s'oppose au schématisme dans lequel les langues suivent un schéma régulier sans exception, dans leur logique interne.

« On oppose les langues naturelles aux langues artificielles. Les premières (français, anglais, hindî, russe, chinois, etc.) sont spécifiques à l'espèce humaine dans sa totalité ; instruments de communication et d'expression, elles reposent sur des propriétés universelles propres à tout langage humain. Les secondes sont des constructions particulières, fabriquées par l'homme (elles sont créées de toutes pièces), en utilisant certaines des propriétés des langues ; ce sont des codes (comme le morse) ou des langages (comme les mathématiques)... L' esperanto a été créé en 1887 par un médecin polonais, Lazare Zamenhoff... Le volapük a été créé en 1880 à partir de l'anglais par Martin Schleyer" »

— Dictionnaire de linguistique, Larousse, 1973, p. 333-334, 52
Cette distinction ancienne entre langues naturelles et langues artificielles peut être fortement nuancée. Rabelais, au XVIe siècle écrivait déjà : "C'est erreur de dire que nous ayons langage naturel: les langues sont par institution arbitraire et convention des peuples." . Et André Cherpillod, "Dico d'or" 1998, écrit : "il n'y a pas un seul élément dans le lexique espéranto qui ne provienne des langues ethniques." Par ailleurs, l'espéranto langue parlée depuis 130 ans est devenu pour ses locuteurs une langue naturelle.
On retrouve parmi les langues naturalistes les langues naturelles simplifiées (également nommées langues minimales), simplifications de langues mortes ou de langues vivantes. 
Parmi les projets des défenseurs d’une langue morte simplifiée, on trouve surtout des propositions de latin simplifié ; la plus connue de celles-ci est le Latino sine flexione ; il y a eu également quelques projets de grec simplifié tel que Ixessoire ou Apolema.
Parmi les projets de langues vivantes simplifiées, le plus connu est Basic English.

## Avantages et inconvénients du naturalisme

### L'intérêt du naturalisme
Selon ses défenseurs, le naturalisme rendrait la langue artificielle  plus intuitive pour ses apprenants car elle imiterait les langues naturelles dont elle est issue ; cependant cet argument est rendu caduc si l'apprenant n'est pas locuteur de la langue sur laquelle est basée la langue naturaliste, ou d'une langue proche. De plus, il n'est pas aisé de conclure que la ressemblance de la langue naturaliste avec une langue maîtrisée par le locuteur contrebalancera l'effort supplémentaire de mémorisation.

### Difficultés des langues naturalistes
La plupart des langues naturalistes ont une dérivation naturelle, sans familles de mots réguliers et avec un dimorphisme fréquent des racines : les deux exemples les plus marquants sont l’Occidental et Interlingua.
Les irrégularités du naturalisme peuvent être de plusieurs types :
- Au niveau du champ lexical  : une langue naturaliste aura tendance à préférer, pour un concept donné, un mot nouveau plutôt qu'une dérivation possible dans cette langue ;
- Au niveau de l'écriture : une langue naturaliste ne sera pas forcément phonétique (c'est-à-dire que la prononciation se déduit de l'orthographe et réciproquement) ;
- Au niveau de la grammaire : celle-ci comportera des exceptions qui ne sont pas motivées par le « génie de la langue », c'est-à-dire sa logique.

#### Au niveau du champ lexical
| Langue      | type        | féminin | masculin | le fils | la fille     | le lieu |
| ----------- | ----------- | ------- | -------- | ------- | ------------ | ------- |
| français    | naturelle   | vache   | taureau  | veau    | veau femelle | étable  |
| interlingua | naturaliste | vacca   | tauro    | vitello |              | stabula |

On constate l'extrême irrégularité de la famille de mots: il est impossible de déduire un quelconque terme par une règle appliquée à partir d'un autre, comme la façon de former le masculin ou féminin.

#### Au niveau de l'écriture

##### Problème phonétique
Pour imiter les langues occidentales, une langue naturaliste peut abandonner le principe de l'écriture phonétique : ainsi, en Interlinga, de nombreux sons peuvent être transcrits de différentes façons. Par exemple :
le mot « journal » pourra s’écrire zhurnal ou jurnal,  le « tsar » s’écrira tzar ou car, la « Russie » Rosija ou Rossiya.

##### Problème de reconnaissance
Par opposition en espéranto (langue schématique), tous les verbes se finissent en i, les noms en o....

## Liste de langues naturalistes
Basic english : est une langue minimaliste issue de l'anglais
Interlingua : est une langue naturaliste issue des langues romanes
Occidental: est une langue naturaliste issue des langues romanes
Novial
Universal[réf. nécessaire]
weltdeutsch : le weltdeutsch est une langue naturaliste issue de l'allemand

## Définition de "naturalisme linguistique"
En philosophie linguistique on appelle "naturalisme linguistique" la théorie de la "rectitude des noms", c'est-à-dire la thèse selon laquelle les noms ont une origine naturelle, répondent à une exigence de la raison.
Dans le Cratyle, Platon fait s'opposer Cratyle (partisan de la rectitude) à Hermogène (partisan de la convention). Socrate soutient que le r exprime la mobilité.
Nigidius Figulus, philosophe néo-pythagoricien (vers 50 av. J.-C.) estime que les noms et les mots se composent d'après un instinct occulte et une intention de la nature:

« Selon l'enseignement de Nigidius Figulus dans ses Commentaires grammaticaux, les noms et les mots ne sont point d'un emploi arbitraire, mais se composent d'après un instinct occulte et une intention de la nature... Les mots sont plutôt des signes naturels que des signes fortuits... Quand on prononce vos ["vous", en latin], observe-t-il, on fait un certain mouvement de la bouche, qui s'harmonise avec la signification du mot lui-même : on avance un peu l'extrémité des lèvres, et nous dirigeons ainsi vers nos interlocuteurs notre respiration et notre souffle. Mais, quand nous disons nos ["nous"], au contraire, nous n'extériorisons pas autant notre souffle, et nous ne prononçons point en avançant les lèvres, mais nous retenons, pour ainsi dire, l'un et l'autre au dedans de nous. »

— Nigidius Figulus, fragment 41, Aulu-Gelle, Nuits attiques, XLI, trad. L. Legrand, Publius Nigidius Figulus, philosophe néo-pythagoricien orphique, L’œuvre d'Auteuil, 1931, p. 115